# Gustav Lindemann

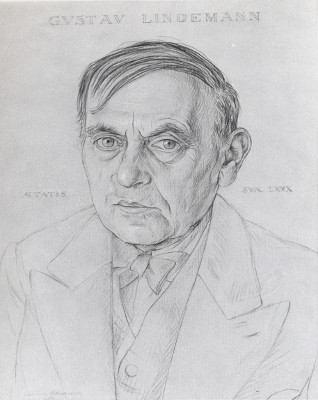
Gustav Lindemann (gezeichnet von Werner Schramm, 1952)

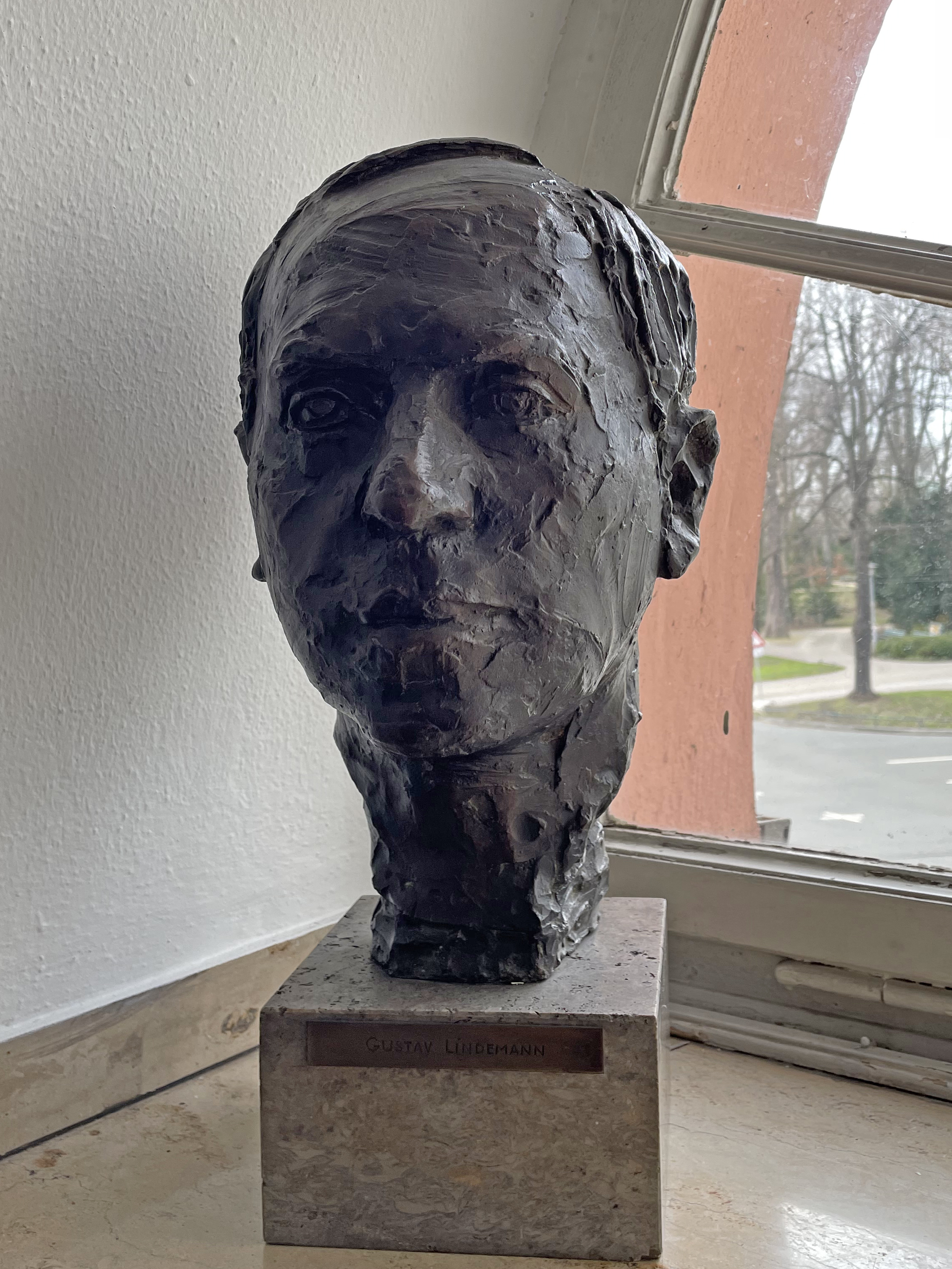
Büste von Gustav Lindemann im Theatermuseum (2022)

Gustav Lindemann (* 24. August 1872 in Danzig; † 5. Mai 1960 in Stephanskirchen-Sonnenholz) war ein deutscher Theaterleiter, Regisseur und Mitgründer des Schauspielhauses Düsseldorf.

## Leben und Wirken
1872 wurde Gustav Lindemann als Sohn eines jüdischen Kaufmanns in Danzig geboren. Der Vater starb bereits mit 36 Jahren und die Mutter einige Jahre später. Als Vollwaise mit 13 Jahren besuchte der Junge ein Internat in der Nähe von Braunschweig. Mit 17 Jahren holten ihn Verwandte nach Berlin, wo er eine Kaufmannslehre absolvierte. Bereits früh interessierte sich Lindemann für das Theater. Er entschloss sich, eine Ausbildung zum Schauspieler an der Berliner Bühnenschule anzuschließen. Es folgte ein Volontariat bei Oscar Blumenthal und die nächsten neun Jahre Engagements als Schauspieler in Tilsit, Oldenburg, Braunschweig und Berlin.
Mit 28 Jahren wurde Lindemann jüngster deutscher Theaterdirektor in Graudenz und Marienwerder. Doch nach zwei Jahren an der Spitze eines Provinztheaters stellte Lindemann fest, dass diese Tätigkeit seinem künstlerischen Anspruch nicht  genügte. 1900 gründete er die „Internationale Tournée Gustav Lindemann“. 1903 konnte er die in Berlin erfolgreiche Schauspielerin Louise Dumont für sein Tourneetheater gewinnen. Schon bald stellte sich heraus, dass Lindemann und Dumont ähnliche reformerische Ideen für das Theater verfolgten, die sie am liebsten auf einer eigenen Bühne umsetzen wollten. Zunächst fassten die beiden als Standort Weimar, später Darmstadt in Auge, entschieden sich schließlich aber für Düsseldorf.
Am 28. Oktober 1905 konnte das Schauspielhaus Düsseldorf an der Kasernenstraße/Ecke Karl-Theodor-Straße nach nur einem Jahr Bauzeit eröffnen. Das Haus war theatertechnisch nach dem damals letzten Stand ausgerüstet und bot 950 Zuschauern Platz. Angeschlossen war eine Schauspielschule, die „Theaterakademie“, ab 1914 „Hochschule für Bühnenkunst“. 1907 heirateten Gustav Lindemann und Louise Dumont und bezogen das Haus Kaiser-Wilhelm-Ring 6 in Düsseldorf-Oberkassel, welches der Architekt Hermann vom Endt in 1904–1905 erbaut hatte. Die ersten Jahre des Theaters waren künstlerisch erfolgreich und zogen ein junges Publikum aus der Region an. Die Konkurrenz der städtischen Bühnen mit gefälligerem Programm und die schwierigen 1920er Jahre gefährdeten immer wieder die Existenz der privat betriebenen Bühne, die nach einer Zwangspause von 1922 bis 1924 mit Hilfe der „Gemeinschaft der Freunde des Düsseldorfer Schauspielhauses“, eines privaten Fördervereins, gesichert werden konnte.
Die allgemeine Theaterkrise zu Beginn der 1930er Jahre zwangen Louise Dumont und Gustav Lindemann, auch Kooperationen mit kommunalen Bühnen der Umgebung in Betracht zu ziehen. Nach dem plötzlichen Tod Louise Dumonts 1932 strebte Gustav Lindemann unter Beteiligung des Kölner Oberbürgermeisters Konrad Adenauer eine Zusammenarbeit mit dem Städtischen Schauspiel Köln an, die zunächst für eine Spielzeit 1932/33 unter dem gemeinsamen Titel Deutsches Theater am Rhein zustande kam. Durch den Machtwechsel 1933 verlor das Projekt jegliche Unterstützung und musste aufgeben. Das verwaiste Schauspielhaus wurde an die Städtischen Bühnen, Düsseldorf unter Walter Bruno Iltz als zusätzliche Spielstätte für den Schauspielbereich verpachtet.

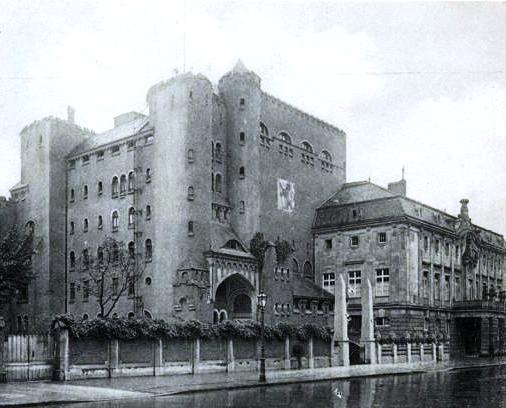
Düsseldorfer Schauspielhaus auf der Kasernenstraße 1905

Fast zur gleichen Zeit, Anfang 1933, wurde das Berliner Publikum auf Gustav Lindemann aufmerksam, als dieser am Berliner Staatstheater den Faust II erfolgreich inszenierte. Die Bühnentechnik und das von Teo Otto entworfene Bühnenbild setzen neue Maßstäbe. Selbst die nationalsozialistische Presse feierte die Inszenierung des jüdischstämmigen Regisseurs. Man trug Lindemann sogar den verwaisten Intendantenposten des Berliner Staatstheaters an, den er ablehnte.
Durch den Druck des Regimes auf den „Juden“ Lindemann zog sich dieser vom Theaterleben zurück. Ab 1936 lebte er zurückgezogen auf seinem Gut in Sonnenholz, wo er die Zeit des Nationalsozialismus mit Hilfe einflussreicher Freunde wie Ernst Poensgen und Gustaf Gründgens überlebte. Im Stillen widmete er sich der dokumentarischen Sicherung der gemeinsamen Lebensleistung mit Louise Dumont, für die er ab 1940 durch Verfügung des Generaldirektors der Vereinigten Stahlwerke, Ernst Poensgen, im Stahlhof in Düsseldorf eine erste Memorialstätte errichten konnte. Zusammen mit Adolf Zürndorfer (1874–1942), Verlagsdirektor des Eduard Lintz Verlages und Theater- und Kunstreferent des Schauspielhauses, archivierte Lindemann die Bühnen- und Kostümbildentwürfe, offizielle Dokumente und Korrespondenzen des Hauses sowie auch private Objekte aus der Zeit des Schauspielhauses von 1904 bis 1933. Nach 1932 fanden jährlich Louisen-Feiern statt, die Lindemann und Zürndorfer mit Peter Esser abhielten, bis Zürndorfer mit seiner Frau Elisabeth 1941 in das Ghetto Lodsch deportiert wurde, wo er zu Tode kam.
Nach dem Krieg kehrte Lindemann mit 73 Jahren nach Düsseldorf zurück, wo er sich am Wiederaufbau des kulturellen Lebens der Stadt beteiligte. 1947 vermachte er sein Archiv der Stadt Düsseldorf. Das Dumont-Lindemann-Archiv ist das Fundament des heutigen Düsseldorfer Theatermuseums. Im Gedenken an seine verstorbene Frau stiftete Lindemann den Louise Dumont Topas. Am 5. Mai 1960 starb Gustav Lindemann im Alter von 87 Jahren auf seinem Gut in Sonnenholz bei Rosenheim.

## Ehrungen
- 1947: Professorentitel, verliehen von der Nordrhein-Westfälischen Landesregierung anlässlich der Stiftung des Dumont-Lindemann-Archivs
- 1948: Doktor honoris causa der Medizinischen Fakultät der Universität Düsseldorf
- 1952: Ehrenbürgerschaft der Stadt Düsseldorf
- 1952: Großes Verdienstkreuz der Bundesrepublik Deutschland.

Im Düsseldorfer Theatermuseum befinden sich die Bronzebüsten von Gustav Lindemann und Louise Dumont, welche Ernesto de Fiori 1927 fertigte.